# Jean-Eudes Roullier
Pour les articles homonymes, voir Roullier.
Jean-Eudes Roullier, né le 20 février 1931 à Paris où il est mort le 8 janvier 2010,, est un haut fonctionnaire français, inspecteur général des Finances, fondateur du Groupe central des villes nouvelles et acteur majeur de la politique des villes nouvelles françaises.

## Biographie
Fils de Jean Roullier, secrétaire général de l'Organisation maritime internationale de 1964 à 1967, Jean-Eudes Roullier est nommé inspecteur des finances en 1958 à sa sortie de l'ENA (promotion 18 juin).
Collaborateur de Paul Delouvrier au sein du district de la Région parisienne (1962-1967) il entre ensuite au ministère de l'Équipement comme conseiller technique (1967-1969).
En 1970, il est le fondateur et le premier secrétaire général du Groupe central des villes nouvelles, interface des établissements publics d'aménagement des neuf villes nouvelles (Cergy-Pontoise, Évry, Saint-Quentin-en-Yvelines, Marne-la-Vallée, Melun-Sénart, Villeneuve-d'Ascq, L'Isle-d'Abeau, Le Vaudreuil et les Rives de l'Étang de Berre). Il reste à ce poste jusqu'en 1978 et fait de l'administration de mission qu'était le SGVN un « camp de base » (Jean-Paul Lacaze) des villes nouvelles. C'est le SGVN qui dirige vers les villes nouvelles la plupart des innovations urbaines des années 1970-1980 (équipements intégrés, art public, bassins de rétention des eaux, pistes cyclables, traitements paysagers, mobilier urbain, etc.) Jean-Eudes Roullier et sa petite équipe de chargés de mission (Julien Giusti, Catherine Tasca, Sabine Fachard, Monique Faux, Gilbert Smadja, etc.) fournissent aux directeurs d'établissements publics d'aménagement des villes nouvelles à la fois des moyens financiers et une caisse de résonance permettant de diffuser les expériences urbaines les plus significatives et d'assurer ainsi la promotion des villes nouvelles.
En 1978, Jean-Eudes Roullier est nommé directeur des Paysages au sein du ministère de l'Environnement et du Cadre de vie, fonction qu'il occupe jusqu'en 1982, étant nommé inspecteur général des Finances en 1980. 
De 1993 à 1999, Jean-Eudes Roullier assure la présidence du Groupe central des villes nouvelles. Dans le même temps il a assuré la présidence du comité de rédaction de Diagonal (revue).
De 1999 à 2005, il préside au vaste programme d'histoire et d'évaluation des villes nouvelles, pour le compte du Premier ministre. Ce programme interdisciplinaire, lancé au moment où plusieurs établissements publics ferment leurs portes, permet la réalisation de nombreux colloques et publications, disponibles sur le site du ministère du Développement durable.